# Élections législatives de 1946 en Seine-et-Oise
Les élections législatives françaises de 1946 se tiennent le 10 novembre. Ce sont les premières élections législatives de la Quatrième république, après l'adoption lors du référendum du 13 octobre d'une nouvelle constitution.

## Mode de scrutin
L'Assemblée nationale est composée de 618 sièges pourvus au scrutin proportionnel plurinominal suivant la règle de la plus forte moyenne dans le cadre départemental, sans panachage. 
Le vote préférentiel est admis, en inscrivant un numéro d'ordre en face du nom d'un, de plusieurs ou de tous les candidats de la liste. Mais l'ordre ne pourra être modifier que si au moins la moitié des suffrages portés sur la liste est numéroté. Dans les faits les modifications ne dépasseront jamais les 7%.
Dans le département de Seine-et-Oise, dix-huit députés sont à élire, soit deux de plus que lors des élections aux constituantes d'octobre 1945 et de juin 1946.
Les législateurs ne voulant pas que les circonscriptions dépassent les 10 sièges, le département est découpé en deux circonscriptions :
1. La première correspond aux Arrondissements de Pontoise et de Mantes, auxquels s'ajoutent les cantons d'Argenteuil, Poissy, Maisons-Laffitte et Montfort-l'Amaury, dotée de 9 sièges ;
2. La deuxième, également dotée de 9 sièges, regroupe les Arrondissements de Versailles, Rambouillet et Corbeil (moins les quatre cantons pré-cités).

## Élus
| Député sortant        | Parti | Parti   | Député élu ou réélu   | Parti | Parti   |
| --------------------- | ----- | ------- | --------------------- | ----- | ------- |
| 1re Circonscription   |       |         |                       |       |         |
| Mathilde Gabriel-Péri |       | PCF     | Mathilde Gabriel-Péri |       | PCF     |
| Antoine Demusois      |       | PCF     | Antoine Demusois      |       | PCF     |
| Robert Ballanger      |       | PCF     | Robert Ballanger      |       | PCF     |
| Germaine Degrond      |       | SFIO    | Germaine Degrond      |       | SFIO    |
| Guillaume Détraves    |       | SFIO    | Gilbert Berger        |       | PCF     |
| Robert Bichet         |       | MRP     | Robert Bichet         |       | MRP     |
| Germaine Peyroles     |       | MRP     | Germaine Peyroles     |       | MRP     |
| Maurice Finet         |       | MRP     | Maurice Finet         |       | MRP     |
| Siège créé            |       |         | Jean-Paul David       |       | Rad-soc |
| 2e Circonscription    |       |         |                       |       |         |
| Lucien Midol          |       | PCF     | Lucien Midol          |       | PCF     |
| Charles Benoist       |       | PCF     | Charles Benoist       |       | PCF     |
| Jean Duclos           |       | PCF     | Jean Duclos           |       | PCF     |
| Siège créé            |       |         | Eugénie Duvernois     |       | PCF     |
| Pierre Métayer        |       | SFIO    | Pierre Métayer        |       | SFIO    |
| Jean-Paul Palewski    |       | MRP     | Jean-Paul Palewski    |       | MRP     |
| Michel Devèze         |       | MRP     | Gilbert Cartier       |       | MRP     |
| Maurice Béné          |       | Rad-soc | Maurice Béné          |       | Rad-soc |
| André Mignot          |       | PRL     | Édouard Bonnefous     |       | UDSR    |

## Résultats

### 1recirconscription (Mantes-Pontoise)
| Parti    | Parti    | Tête de liste         | Résultats | Résultats | Sièges |  |
| Parti    | Parti    | Tête de liste         | Voix      | %         |        |  |
| -------- | -------- | --------------------- | --------- | --------- | ------ |  |
|          | PCF      | Mathilde Gabriel-Péri | 118 444   | 33,77     | 4 1    |  |
|          | MRP      | Robert Bichet         | 96 314    | 27,46     | 3      |  |
|          | SFIO     | Germaine Degrond      | 53 810    | 15,34     | 1 1    |  |
|          | RGR      | Jean-Paul David       | 44 969    | 12,82     | 1 1    |  |
|          | RI       | Jacques Fourcade      | 23 090    | 6,58      | -      |  |
|          | PCI      | Yvan Craipeau         | 14 152    | 4,03      | -      |  |
|          |          |                       |           |           |        |  |
| Inscrits | Inscrits | Inscrits              | 433 221   | 100,00    | 9 1    |  |
| Votants  | Votants  | Votants               | 356 939   | 82,39     |        |  |
| Exprimés | Exprimés | Exprimés              | 350 779   | 98,27     |        |  |

### 2ecirconscription (Corbeil–Étampes-Versailles-Rambouillet)
| Parti    | Parti    | Tête de liste      | Résultats | Résultats | Sièges |  |
| Parti    | Parti    | Tête de liste      | Voix      | %         |        |  |
| -------- | -------- | ------------------ | --------- | --------- | ------ |  |
|          | PCF      | Lucien Midol       | 124 742   | 34,82     | 4 1    |  |
|          | MRP      | Jean-Paul Palewski | 83 715    | 23,715    | 2      |  |
|          | RGR      | Maurice Béné       | 77 647    | 21,67     | 2 1    |  |
|          | SFIO     | Pierre Métayer     | 48 812    | 13,63     | 1      |  |
|          | PRL      | André Mignot       | 23 381    | 6,53      | - 1    |  |
|          |          |                    |           |           |        |  |
| Inscrits | Inscrits | Inscrits           | 441 283   | 100,00    | 9 1    |  |
| Votants  | Votants  | Votants            | 365 536   | 82,84     |        |  |
| Exprimés | Exprimés | Exprimés           | 358 267   | 98,01     |        |  |